# La Débâcle près de Vétheuil
La Débâcle près de Vétheuil est un tableau de Claude Monet réalisé en 1880. Il représente la fin de la prise en glace de la Seine au mois de janvier.

## Contexte
Monet habite Vétheuil depuis un an dans une vaste maison pouvant loger les Hoschedé et sa propre famille. La maladie de Camille, puis son décès, l'accablent. La situation des Hoschedé est des plus précaires car Ernest est en faillite. Poursuivi par ses créanciers, il doit retourner à Paris. Alice fait le choix de rester avec ses enfants mais les charges sont élevées pour des ventes de tableaux qui restent faibles. Les dettes s'accumulent alors que la fin de l'année 1879 est particulièrement froide. La Seine est prise par les glaces. Monet parcourt la campagne pour réaliser des paysages de neige qui, heureusement, se vendent bien. Il retrouve son allant. Il fait de la débâcle, qui s'est déclenchée dans la nuit du 4 au 5 janvier 1880, le sujet d'une douzaine de toiles.

## Sujet
Le tableau représente une vue vers l'aval de la Seine et des îles de Moisson. L'artiste rend subtilement l'ambiance hivernale grâce des tons variés et des représentations complexes de la surface du fleuve, des espaces boisés et du ciel. 

## Devenir de l'œuvre
Après avoir fait partie de collections privées, elle a été donnée au musée du Louvre en 1961, sous réserve d'usufruit, et y est entrée physiquement en 1977. Elle est exposée dans l'aile Sully. 